# Stanisław Wilk (komunista)
Stanisław Wilk (ur. 5 kwietnia 1905 w Kole, zm. 8 sierpnia 1991) ― polski działacz związkowy i komunistyczny.

## Życiorys
Urodził się 5 kwietnia 1905 roku jako syn Antoniego i Magdaleny z Kubickich. W Kole ukończył szkołę podstawową oraz kursy dokształcające w zawodzie stolarza. W latach 1923−1926 pracował jako praktykant w fabryce maszyn rolniczych, a następnie jako stolarz w fabrykach Nasielskiego i Ostrowskiego.
Od 1927 roku był działaczem Komunistycznej Partii Polski, od 1928 roku był kierownikiem techniki partyjnej kolskiej komórki partii. Od 1929 roku był krytykiem dotychczasowej taktyki w działalności KPP. Był także kierownikiem Kooperatywy Robotniczej w Kole oraz działał w sprawie Domu Wychowania Dziecka w Kole. Był jednym z nielicznych mówców wiecowych w powiecie kolskim, często na zaproszenie PPS czy SL przemawiał na ich wiecach. W 1928 roku został z listy PPS wybrany radnym miejskim w Kole.
Od 1926 roku działał w Związku Klasowym Metalowców w fabryce Ostrowskiego, w związku z czym został w 1928 roku zwolniony z pracy. W latach 1930–1932 sezonowo pracował przy obwałowywaniu rzeki Warty, dorywczo zajmował się także pracą rękodzielniczą. W latach 1936−1937 przewodniczył Związkowi Zawodowemu Pracowników Komunalnych i Instytucji Użyteczności Publicznej w Kole i z ramienia tego związku był delegatem na V Kongres Związków Zawodowych Pracowników Komunalnych w Warszawie.
W czasie okupacji niemieckiej działał w Komitecie Pomocy Najbiedniejszym Polakom, zawodowo zajmował się wtedy wyrabianiem trepów. W jego warsztacie mieścił się punkt przerzutowy prasy konspiracyjnej.
W styczniu 1945 roku był organizatorem Milicji Obywatelskiej i pierwszych komórek organizacyjnych PPR w Kole. Od 23 stycznia do 4 maja 1945 roku był komendantem Komendy Powiatowej Milicji Obywatelskiej w Kole. Po pewnym czasie został oskarżony o „brak kolektywnego podejścia do pracy z aktywem” i aresztowany przez Urząd Bezpieczeństwa. Następnie wyjechał do Dębna Lubuskiego, gdzie pełnił funkcję kierownika Powiatowego Urzędu Informacji i Propagandy oraz pierwszego sekretarza Komitetu Miejskiego PPR. W 1947 roku w wyniku fałszywych oskarżeń został usunięty z partii, po 1956 roku został zrehabilitowany i został członkiem PZPR. Po powrocie do Koła pracował m.in. w Kopalni Soli w Kłodawie i miejscowym „Społem”.
W grudniu 1956 roku został wybrany I sekretarzem Komitetu Miejskiego PZPR w Kole. W 1958 roku przeszedł na emeryturę. Do połowy lat 70. był jednak radnym Powiatowej i Miejskiej Rady Narodowej w Kole. Kierował również pracami Polskiego Komitetu Pomocy Społecznej w Kole.
Zmarł 8 sierpnia 1991 roku, pochowany został na cmentarzu rzymskokatolickim w Kole.

## Odznaczenia
- Krzyż Komandorski Orderu Odrodzenia Polski[2]
- Krzyż Oficerski Orderu Odrodzenia Polski[4]
- Medal 30-lecia Polski Ludowej[4]